# Hatfield and the North
Hatfield and the North — британская рок-группа Кентерберийской сцены, существовавшая в 1972-75 годах и впоследствии неоднократно воссоединявшаяся для разовых акций. Название группы произошло от дорожного указателя, установленного на шоссе Лондон-Эдинбург.

## История
Истоки группы уходят в 1966 год, когда гитарист Фил Миллер и барабанщик Пип Пайл выступали вместе в группе Delivery. Позже Миллер играл вместе с органистом Девидом Синклером в группе Matching Mole, а Пайл — во французской группе Gong.
В 1972 году Пайл вернулся в Великобританию с намерением воссоздать группу Delivery. После ряда кадровых перемен сформировалась новая группа под названием Hatfield and the North. В её состав вошли Пайл, Миллер, Девид Синклер (клавишные) и пришедший из Caravan его брат Ричард Синклер (бас, вокал). В январе 1973 года Девид Синклер ушёл в Caravan, так как, по его мнению, в музыке Hatfield and the North было слишком много импровизации (по той же причине он в своё время ушёл и из Matching Mole). Его заменил Дэйв Стюарт, который вместе с Ричардом Синклером составил основную ударную мощь группы.
Группа Hatfield and the North стала играть близкий Caravan джаз-рок с акцентом на фирменную игру Стюарта на органе и электронных клавишных, а также сильный характерный вокал Синклера.
Вскоре был записан первый одноимённый альбом Hatfield and the North (1973). Он состоял из композиций, написанных всеми членами группы, и был в основном инструментальным. Стюарт написал почти половину материала, Миллер сочинил пару красивых мелодий, Пайл добавил отличную вещь «Shaving Is Boring» с очень сложными тактовыми размерами и риффами, Ричард Синклер написал несколько песен, наполненных глубокомысленным абсурдом в типично британском духе. Базисному квартету помогал престижный состав гостевых музыкантов, включая Роберта Уайетта, трио бэк-вокалисток Northettes и Джеффа Лея из группы Henry Cow на саксофоне и флейте.
В январе 1975 года музыканты записали в студии свой второй и последний альбом The Rotters' Club (1975), который, как и первый альбом, относится к шедеврам Кентерберийской сцены. Несмотря на то, в музыке доминируют характерные инструменты и спецэффекты 1970-х годов, альбом превосходно слушается и сегодня. Особенно силен 20-минутный магнум опус Стюарта «Mumps», сюита с постоянными гармоническими и ритмическими изменениями, ставшая вершиной короткой музыкальной карьеры Hatfield and the North. Оставшаяся часть альбома также полна прекрасной музыки, среди которой выделяется боса-нова «Underdub» Миллера (с отличным клавишным соло)и восхитительная песня Пайла «Fitter Stoke Has A Bath».
Вскоре после записи второго альбома Hatfield and the North распался, однако музыканты группы часто работали вместе и в дальнейшем.
В 1977 году Миллер, Стюарт и Пайл входили в группу National Health (а Ричард Синклер принял участие в нескольких концертах этой группы как вокалист). В 1980 году Стюарт и Пайл вновь объединились в недолго просуществовавшем коллективе Rapid Eye Movement.
В 1980 году был выпущен сборный альбом Hatfield and the North под названием Afters, в который вошли одиннадцать треков с первых двух альбомов, три концертные записи и две песни «Let’s Eat (Real Soon)» и «Fitter Stoke Has a Bath», выпущенные в 1974 году в виде сингла.
В 1982-85 годах Миллер, Синклер и Пайл играли в джазовой группе In Cahoots, а в 1988 году Миллер записал сольный альбом Split Seconds, в работе над которым приняли участие Стюарт и Синклер.
В 1990 году Hatfield and the North ненадолго воссоединились для выступления в шоу на частном британском канале. Однако Стюарт отказался от приглашения, и его заменила София Доманкич. Будучи великолепной джазовой пианисткой, Доманкич тем не менее не смогла вписаться в стиль Hatfield and the North, и воссоздания былого духа группы не произошло.
В 1998 году все бывшие члены Hatfield and the North воссоединились на сольном альбоме Пипа Пайла 7 Year Itch. Миллер и Стюарт сыграли на нескольких треках, на одной песне к ним присоединяется Ричард Синклер.
В 2005 году Hatfield and the North вновь воссоединились для двухгодичного тура, включавшего концерты в Европе, Японии и участие в рок-фестивалях в Северной Америке. В августе 2006 года по пути с выступления в Гронингене умер Пайл. На последних концертах тура, включая выступление на фестивале в Кентербери, его заменил Марк Флетчер, выступавший в своё время в группе Миллера In Cahoots.

## Hatfield and the North в литературе
В 2001 году британский писатель Джонатан Коу опубликовал роман, названный также, как второй альбом Hatfield and the North — The Rotters' Club (в русском переводе — Клуб ракалий), который рассказывает о взрослении трёх подростков в Британии 1970-х годов. По ходу повествования название группы упоминается несколько раз.

## Дискография
- Hatfield and the North (1974)
- The Rotters' Club (1975) (43 место в британских чартах)
- Afters (1980)
- Live 1990 (1993)
- Hatwise Choice: Archive Recordings 1973—1975, Volume 1 (2005)
- Hattitude: Archive Recordings 1973—1975, Volume 2 (2006)